# Bacsinszky András
Bacsinai Bacsinszky András (Benetine, 1732. november 14. – Ungvár, 1809. december 19.) görögkatolikus püspök.

## Élete
Apja Bacsinszky Tivadar lelkész, aki Bacsináról, Galiciából beszármazott nemesi család sarja volt. András Ungváron kezdte tanulmányait a jezsuitáknál; a bölcseletet és teológiát Nagyszombatban végezte. Felszentelése után előbb Hajdúdorogon volt segédlelkész, azután rendes lelkész, később esperes, majd nem sokkal később főesperes lett. Tizenkét évi működés után kanonok lett. Egyházi ügyekben Bécsbe küldték, sikeres működésének köszönhette, hogy hitsorsosai 1772. augusztus 5-én munkácsi püspökké tették. 1777-ben valóságos belső titkos tanácsos lett és ő volt az első, aki a főrendi házban magának és utódainak helyet eszközölt ki. A munkácsi káptalan ugyanebben az évben Ungvárra költözött át, 1780-ban maga a püspök is követte őket. Kormányzása utolsó évében a papnevelő-intézetben már minden tantárgyat latinul adtak elő. 9000 kötetből álló könyvtárt hagyott utódaira. A jénai mineralógiai társaság 1804. május 20-án választotta tagjává.
Miskolc-Görömbölyön utca viseli nevét.

## Munkái
- Brevis adumbratio solennitatis, qua haereditariam augustissimi Francisci secundi imperialem dignitatem austricam, in ipso SS. Maiestatis onomastico die celebravit. H. n. (1804)
- liturgikus nyelven kiadatta a Szentírást és a kátét